# Sven Tritschler

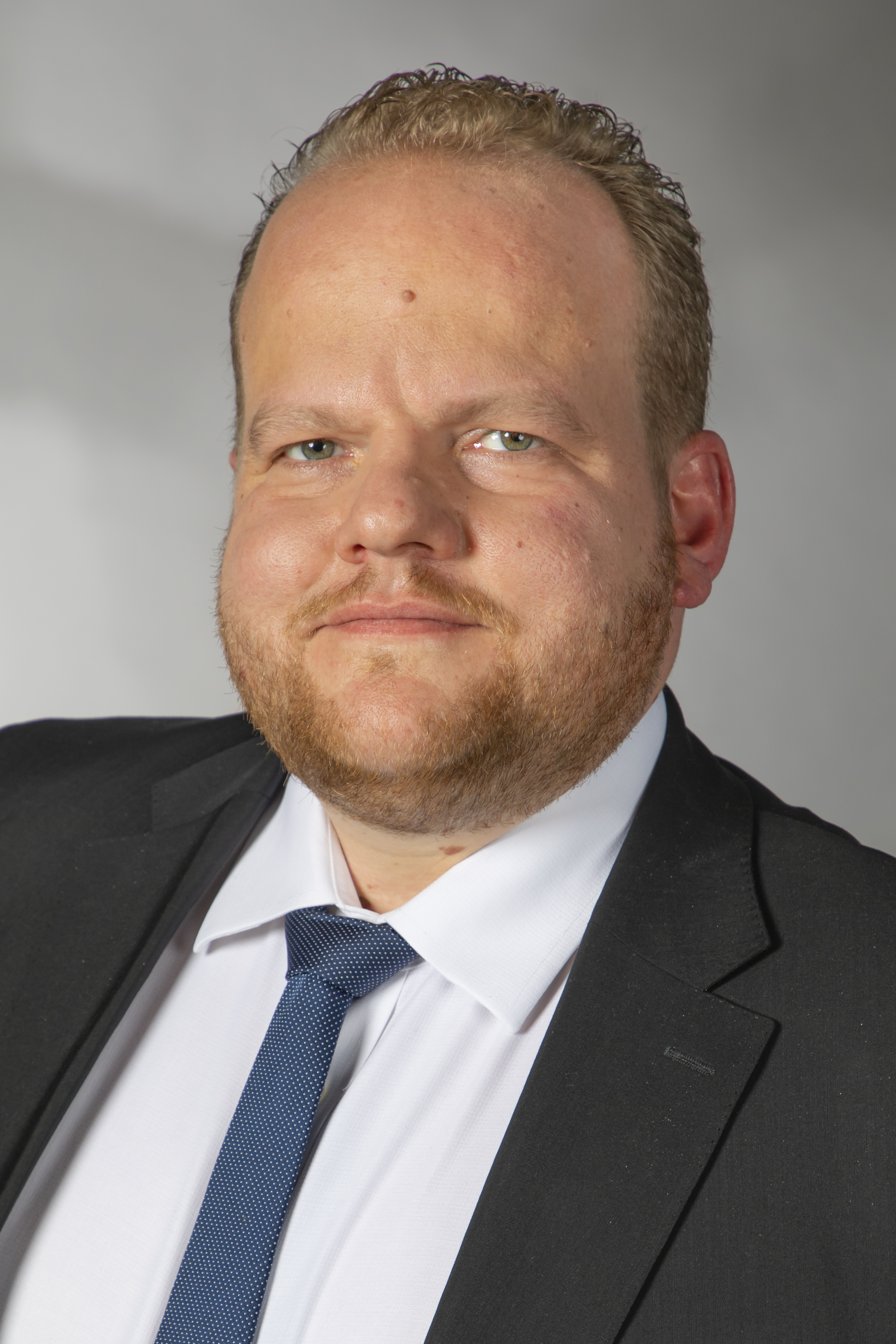
Sven Tritschler (2019)

Sven Werner Tritschler (* 23. November 1981 in Waldkirch) ist ein deutscher Politiker (AfD). Er war von Mai 2015 bis Februar 2018 Bundesvorsitzender der Jungen Alternative für Deutschland (JA) und ist stellvertretender Vorsitzender der AfD-Fraktion im Landtag Nordrhein-Westfalen. Tritschler war von ihrer Gründung bis zum 17. Juli 2017 Landesvorsitzender der Jungen Alternative Nordrhein-Westfalen und bis zum 30. August 2015 Mitglied des Landesvorstandes der AfD Nordrhein-Westfalen. Bei der Landtagswahl in Nordrhein-Westfalen 2017 wurde er in den Landtag gewählt. Im Februar 2022 wurde er als stellvertretender Landessprecher wiederum Mitglied des Landesvorstandes der AfD Nordrhein-Westfalen.

## Leben
Tritschler wuchs in Waldkirch im Schwarzwald auf. Nachdem er 2001 das Abitur an einem Wirtschaftsgymnasium abgelegt hatte, leistete er von 2001 bis 2003 freiwillig zusätzlichen Wehrdienst, wo er bis zum Hauptgefreiten befördert wurde und war von April bis Oktober 2002 im Rahmen der SFOR-Mission in Bosnien und Herzegowina im Auslandseinsatz. Im Anschluss nahm er ein Studium der Rechtswissenschaft an der Eberhard Karls Universität Tübingen sowie der Universität Dublin und der Universität zu Köln auf, das er jedoch 2009 ohne Abschluss beendete.
Tritschler ist homosexuell und wohnt in Köln. Er war zumindest 2016/17 Mitglied der Prinzen-Garde Köln 1906.

## Politischer Werdegang
Tritschler wurde in seinem Heimatort 1997 in den Jugendgemeinderat gewählt. Er war zunächst Mitglied der FDP und dort Bundesvorsitzender des nationalliberalen Stresemann-Clubs. 2013 trat er in die AfD ein und wurde kurz darauf Vorsitzender des Landesverbandes der Jugendorganisation (JA NRW). In dieser Position lud er 2014 den EU-Gegner und Brexit-Befürworter Nigel Farage (UKIP) zu einem Vortrag nach Köln ein. Im Mai 2015 wurde er zusammen mit Markus Frohnmaier zum Bundesvorsitzenden der Jungen Alternative für Deutschland (JA) gewählt.
Tritschler war Direktkandidat im Wahlkreis Köln-Mülheim bei der Landtagswahl in Nordrhein-Westfalen 2017 und wurde über die Landesliste in den Landtag gewählt. Er ist Mitglied einer Reihe inhaltlicher Landtagsausschüsse, so ist er Vorsitzender des Ausschusses für Europa und Internationales und Sprecher der Ausschüsse für Digitalisierung und Innovation sowie der Enquetekommission für die „digitale Transformation“ in der Arbeitswelt NRW. Bei der Landtagswahl 2022 kandidierte er für das Direktmandat im Wahlkreis Köln IV und zog über Platz 6 der Landesliste in den Landtag ein.

## Politische Positionen
Für den Soziologen Andreas Kemper ist Tritschler ein Vertreter des libertären Flügels der Jungen Alternative. Tritschler interessiere sich weniger für Migrationspolitik, sondern trete gegen staatliche Sozialleistungen und für eine neoliberale Wirtschaftspolitik ein. Mit seinem Co-Vorsitzenden Markus Frohnmaier, der dem nationalkonservativen Flügel zuzuordnen sei, teile er neben der Ablehnung des Islams vor allem das konservative Geschlechter- und Familienbild.
Tritschler selbst äußerte mehrfach, dass nach Deutschland flüchtende Syrer feige seien, weil sie ihre „Familie im Stich“ ließen, „um den Flüchtling zu mimen, während zuhause gestorben wird“. Stattdessen sollten die Flüchtlinge den IS besiegen. Tritschler lehnt den Islam als „verbrecherische Ideologie“ ab und sieht ihn als ein Integrationshindernis. Allerdings wolle er „auch keine anderthalb Millionen Christen im Jahr integrieren“.
Nachdem sich personelle Verbindungen der AfD zu der in Deutschland vom Verfassungsschutz beobachteten völkischen „Identitären Bewegung“ offenbarten und einzelne JA-Mitglieder bei einer Demonstration der österreichischen Identitären Bewegung marschierten, distanzierte sich Tritschler von ihr. Die JA sei es ihren Soldaten, Polizisten und Beamten schuldig, eine klare Linie zu ziehen, und das tue sie auch.
Im Januar 2016 machte er Bundeskanzlerin Angela Merkel für die sexualisierte Gewalt gegen Frauen in Köln in der Silvesternacht 2015/2016 mitverantwortlich. Merkel habe „den Eindruck erweckt, unser Land sei ein großes Freiluftbordell für jeden, der sich zu Hause nicht austoben darf“. In Deutschland bezahle man Steuern, so Tritschler weiter, um „Millionen ungebetener Gäste ‚ein Lotterleben‘ zu finanzieren“.
Im Juli 2016 trat er gemeinsam mit knapp 20 Funktionären der Jungen Alternative in der Kölner Fußgängerzone auf. Die Teilnehmer zogen, teilweise vermummt mit Burka und Gesichtsmaske, durch die Innenstadt. Sie zeigten Schilder mit Aufschriften wie „Scharia statt Grundgesetz“, „Assimilation ist Völkermord“, „Allahu Akbar“ und „Kein Terrorist ist illegal“.
Im Februar 2022 erhielt Tritschler als erster Abgeordneter eines deutschen Parlaments „wegen plenarbegleitenden Ausfällen im Netz“ eine Rüge.
Tritschler verbreitete während des Hochwassers 2021 in Nordrhein-Westfalen ein Bild, das belegen sollte, dass es schon früher große Flutkatastrophen gegeben habe und es keinen Zusammenhang mit der globalen Klimaerwärmung gebe. Das von ihm geteilte Bild zeigte ein Pegelschild an einem Haus, auf dem etliche Hochwasser aufgetragen sind und ein Wasserstand weit darunter zu sehen ist. Dabei verschwieg Tritschler allerdings, dass dieses Haus in Olten in der Schweiz steht und das Bild zu einem Zeitpunkt aufgenommen wurde, als die Überschwemmungen dort erst am Beginn waren.
Die Kranzniederlegung Tritschlers am Grab eines gefallenen deutschen Soldaten der Schutztruppe für Deutsch-Südwestafrika in Namibia im privaten Anschluss an eine Delegationsreise des Landtages von NRW löste Kritik aus. Während der Landtagspräsident André Kuper sein Befremden über das Verhalten ausdrückte, entgegnete Tritschler, achtlos an Gräbern Deutscher vorbei zu gehen sei nicht sein Verständnis von Versöhnung.